# Sofia Andrejewna Krachmalewa
Sofia Andrejewna Krachmalewa (russisch Софья Андреевна Крахмалева; * 20. April 2000) ist eine russische Handballspielerin. Sie ist russische Juniorennationalspielerin und Erstligaspielerin im Hallenhandball sowie Nationalspielerin im Beachhandball.

## Hallenhandball
Sofia Krachmalewa spielt im zentralen oder linken Rückraum. Sie spielt für GK Dynamo Wolgograd in der höchsten russischen Liga, wird aber auch in der zweiten Mannschaft eingesetzt. Ihr Debüt in der höchsten Liga gab sie in der Saison 2017/18 und bestritt in ihren ersten drei Saisonen 50 Spiele für die erste Mannschaft und erzielte 22 Tore.
Krachmalewa spielt für die Auswahl des Oblast Wolgograd. Zudem wurde sie zwischen 2015 und 2018 regelmäßig zu Spielen in die russische U-Mannschaften des Geburts-Jahrgangs 2000 berufen. Bei den U-17-Europamiesterschaften 2017 in der Slowakei wurde sie mit der russischen Auswahl Fünfte. Zwei Jahre später verlor sie mit der U-19 in Ungarn das Spiel um die Bronzemedaille gegen Norwegen.

## Beachhandball

### U-Mannschaften
Im Beachhandball bestritt Krachmalewa ihr erstes Turnier für die Nationalmannschaft der weiblichen Jugend Russlands im Rahmen der Jugend-Europameisterschaften 2016 (U16) in Nazaré. Nach Niederlagen gegen die Niederlande und Spanien und nur einem Sieg über Bulgarien verpassten die Russinnen das Viertelfinale und erreichten nur die Platzierungsspiele. Gegen Spanien schied sie nach der zweiten Zeitstrafe vorzeitig aus dem Spiel aus. Auch die weiteren Spiele um den neunten Rang gewannen sie Russinnen über Rumänien und Polen uns schlossen das Turnier als bester Nicht-Viertelfinalist ab. Krachmalewa bestritt alle sechs möglichen Spiele und war mit 56 erzielten Punkten zweitbeste russische Werferin des Turniers.
Es folgten die Jugend-Europameisterschaften 2017 am Jarun-See bei Zagreb. Mit drei Siegen und zwei Niederlagen in der Vorrunde startete die Mannschaft durchwachsen in das Turnier, konnte sich aber für das Viertelfinale qualifizieren, wo man der deutschen Auswahl im Shootout unterlag. In den weiteren Platzierungsspielen gelang zunächst die Revanche gegen den Außenseiter Litauen für eine der beiden Vorrunden-Niederlagen, im Spiel um den fünften Rang unterlag Russland jedoch Spanien. Krachmalewa erzielte am Ende 54 Punkte in allen acht möglichen Partien.
Das nächste internationale Turnier bestritt Krachmalewa 2018 bei den Jugendeuropameisterschaften in Ulcinj, Mazedonien. Nachdem Russland alle Vorrundenspiele gewonnen hatte, traf man als Tabellen-Erste ihrer Gruppe schon im Viertelfinale auf die Turnier-Favoriten aus Ungarn, die sich eine seltene Niederlage gegen Spanien geleistet hatten und so nur Gruppenzweite waren. Nachdem der erste Satz klar mit 14-20 verloren wurde, gestaltete sich der zweite Satz mit 17-19 enger, doch gewann am Ende Ungarn das Spiel klar mit 2-0 Sätzen. Somit spielte Russland anschließend nur noch um die Platzierung, schlug hier zunächst die Ukraine, unterlag dann aber im Spiel um Rang fünf Spanien. Am Ende bestritt sie erneut alle sechs möglichen Spiele und traf zu 22 Punkten, wobei sie mit knapp 50 % Trefferquote einen vergleichsweise schwachen Wert erreicht hatte.

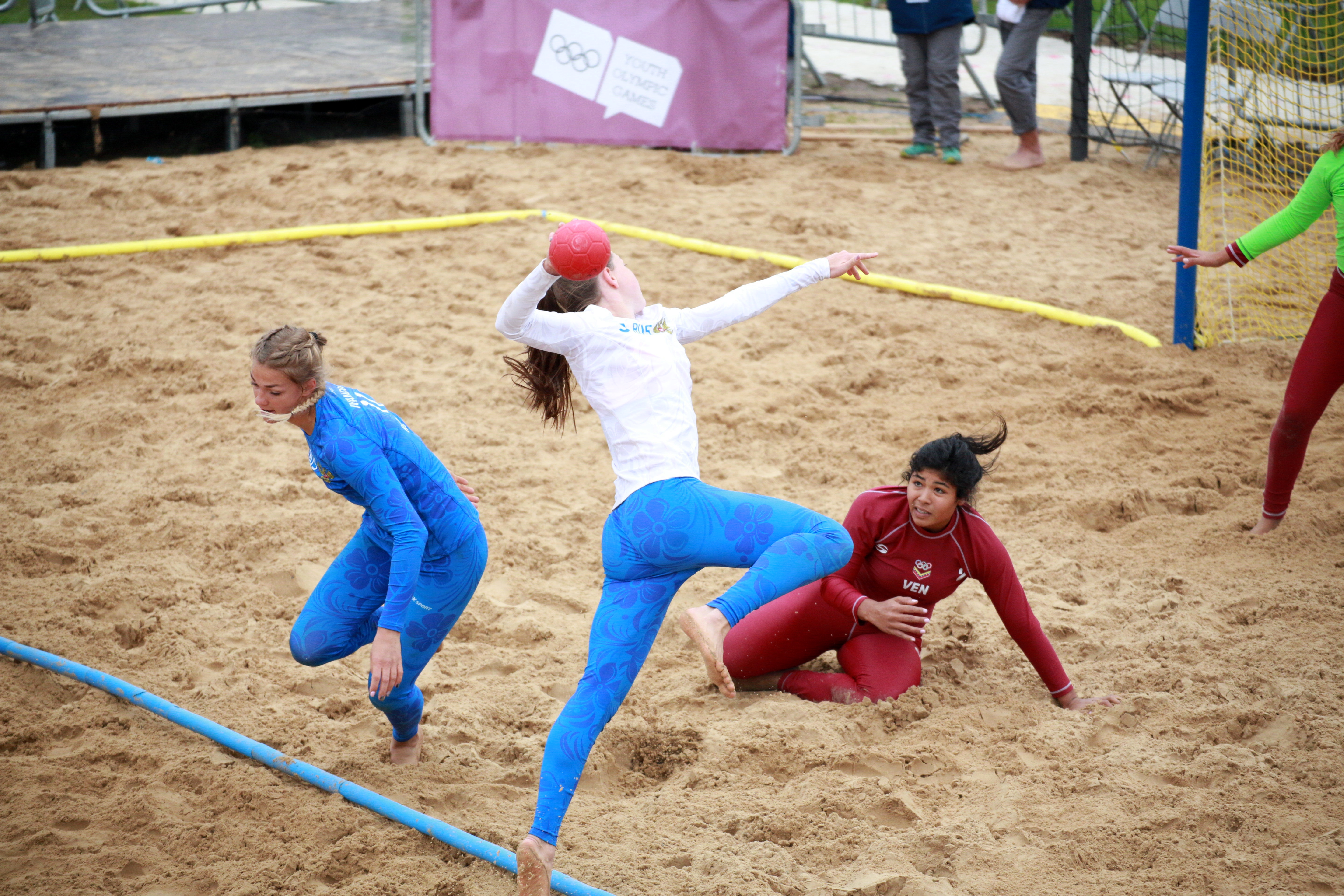
Krachmalewa beim Torwurf im letzten Trostrundenspiel der Olympischen Jugendspiele gegen Venezuela: Verteidigerin Miraidy Suárez (am Boden) kann nur noch beobachten, Teamkameradin Anna Iwanowa, die die Vorlage gab, dreht schon wieder ab

Für die Olympischen Jugend-Sommerspiele 2018 in Buenos Aires erhielt Russland eine der beiden Wildcards. Beachhandball war in Argentinien zum ersten Mal im olympischen Programm. Russland startete mit einer Niederlage im Shootout gegen Chinesisch-Taipeh (Taiwan) in das Turnier und unterlag auch im nächsten Spiel klar gegen Kroatien. Gegen Taiwan leistete sich Krachmalewa gleich drei schwere Ballverluste, traf selbst aber nur zu zwei Punkten. Auch das dritte Spiel wurde gegen Ungarn, eine der Favoriten-Mannschaften, verloren. Gegen Amerikanisch-Samoa, einen der beiden krassen Außenseiter, gelang schließlich im vierten Spiel der erste, sehr deutliche Sieg. Der Sieg im nächsten Spiel über Mauritius war noch deutlicher, im gesamten Spiel ließen die Russinnen nur 12 gegnerische Würfe zu. Nur in einem anderen Spiel warf eine Mannschaft weniger als die sechs Punkte von Mauritius gegen Russland, zudem erzielte nur Ungarn mit 68 Punkten bei ihrem Sieg über Russland mehr Punkte als Russland mit 61 bei diesem Sieg über Mauritius. Dennoch schaffte Russland die Qualifikation für die Hauptrunde nicht und musste in die Trostrunde. Hier gewannen sie das erste Spiel gegen Hongkong deutlich. In diesem Spiel gelangen Krachmalewa zwar wie in den meisten Spielen mit vier nur recht wenige Punkte, dafür gab sie eine Vorlage und wurde zweimal so gefoult, dass es zu Strafwürfen für Russland kam. Auch gegen die Türkei und Venezuela wurde klar in zwei Sätzen gewonnen. Gegen Venezuela wurde Krachmalewa erneut für zwei Strafwürfe gefoult und gab erneut eine Torvorlage, verlor aber auch wieder zweimal den Ball an das gegnerische Team. Venezuela war schließlich auch der Gegner im letzten Platzierungsspiel um den siebten Rang. Beide Sätze waren sehr knapp und konnten von Russland jeweils nur mit einem Punkt Vorsprung gewonnen werden. Mit acht Punkten war Krachmalewa im letzten Spiel hinter Anna Iwanowa, der besten Schützin des Turniers, zweitbeste russische Werferin. Zudem gelangen ihr noch einmal zwei Assists und sie wurde wieder zweimal zu Strafwürfen gefoult. Krachmalewa kam in allen neun möglichen Spielen zum Einsatz und erzielte 44 Punkte. Als spielgestaltende Spezialistin trat sie relativ wenig als Torschützin in Erscheinung, wenn sie Torwürfe abgab, hatte sie in vielen Spielen eine hohe Trefferquote.

### A-Mannschaft

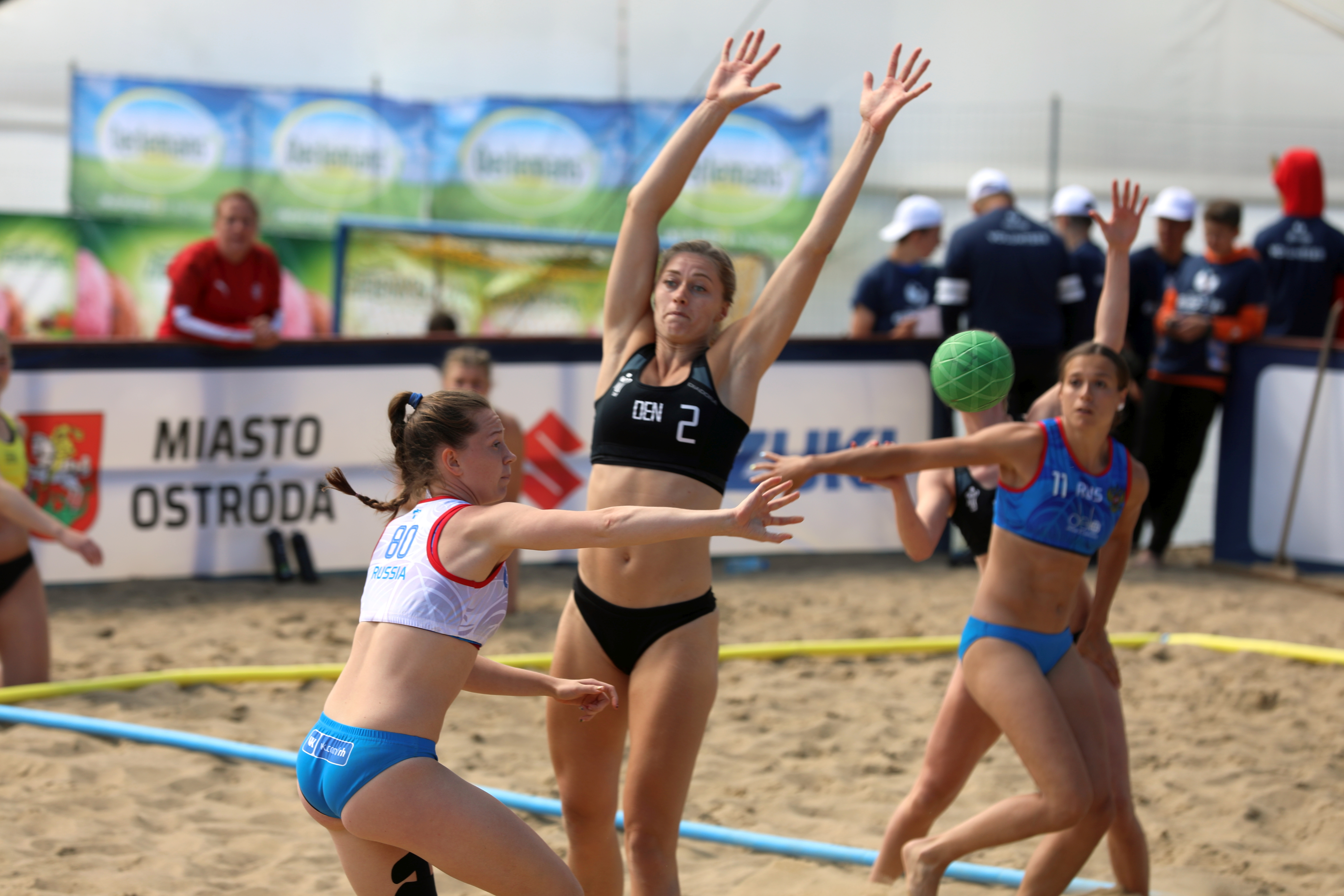
Krachmalewa gibt den Ball an eine Mitspielerin während eines Angriffs im Vorrundenspiel der EM 2019 gegen den späteren Europameister Dänemark ab: die Verteidigerin Anna Lillesø versucht einen möglichen Wurf zu blocken, Teamkameradin Marija Belowa blockt den Weg frei.

Für die Europameisterschaften 2019 im polnischen Stare Jabłonki wurde Krachmalewa erstmals für ein Turnier in die russische A-Nationalmannschaft berufen. Die russische Mannschaft bestand vor allem aus jungen Spielerinnen, die Hälfte hatte schon in den Tagen zuvor an selber Stelle die Jugendeuropameisterschaften bestritten. Krachmalewa war die einzige Spielerin, die es aus dem Kader der Olympischen Jugendspiele in das EM-Aufgebot schaffte. Als Specialist teilte sie sich die Rolle der Spielgestalterin mit der noch jüngeren Jelisaweta Dudkina. Zunächst hatte Krachmalewa die größeren Spielanteile, verlor diese jedoch im Verlauf des Turniers immer mehr an die weitaus treffsichere Dudkina.
Auch bei der EM spielten die Russinnen als erstes gegen Deutschland und unterlagen erneut in Shootout. Danach folgte gegen Nordmazedonien der einzige Sieg in der Vorrunde. Als Vorletzte ihrer Gruppe gelang nicht die Qualifikation für die Hauptrunde. In der Trostrunde unterlag Russland zunächst ein weiteres Mal gegen Frankreich, bevor zwei Siege gegen Slowenien und Rumänien gelangen. Es folgten die Platzierungsspiele. Hier gewannen die Russinnen ihr erstes Spiel gegen die Türkei und schlugen im letzten Spiel um den neunten Rang die Deutschen Frauen. Krachmalewa bestritt alle zehn möglichen Partien, war mit acht erzielten Punkten aber eine der schwächeren russischen Werferinnen.

## Einzelbelege
1. ↑  Федерация гандбола России: Россия (2000). Abgerufen am 20. April 2021 (russisch).
2. ↑  European Handball Federation - 2017 W17 EURO / Final Tournament. Abgerufen am 20. April 2021 (englisch).
3. ↑  European Handball Federation - 2019 W19 EURO / Final Tournament. Abgerufen am 20. April 2021 (englisch).
4. ↑  European Handball Federation - 2016 Women's ECh Beach Handball 16 / Final Tournament. Abgerufen am 7. April 2021 (englisch).
5. ↑  European Handball Federation - 2017 Women's Ech Beach Handball 17 / Final Tournament. Abgerufen am 20. April 2021 (englisch).
6. ↑  European Handball Federation - 2018 Women's ECh Beach Handball 18 / Final Tournament. Abgerufen am 23. Februar 2021 (englisch).
7. ↑  in der Trostrunde erzielt Mauritius gegen Venezuela nur vier Punkte, in der Vorrunde gegen Kroatien und Ungarn sowie in der Trostrunde gegen die Türkei ebenfalls nur sechs Punkte
8. ↑  allerdings einschließlich des Shootout
9. ↑  2018 Summer Youth Olympics Official Result Book Beach handball
10. ↑  European Handball Federation - 2019 Women's ECh Beach Handball / Final Tournament. Abgerufen am 18. November 2020 (englisch).

| Personendaten    | Personendaten |
| ---------------- | --- |
| NAME             | Krachmalewa, Sofia Andrejewna |
| ALTERNATIVNAMEN  | Krakhmaleva, Sofia Andreyevna (englische Transkription); Krakhmaleva, Sofya Andreyevna (englische Transkription); Krachmaljowa, Sofja Andrejewna; Krachmaljowa, Sofja; Krachmalewa, Sofia |
| KURZBESCHREIBUNG | russische Handballspielerin |
| GEBURTSDATUM     | 20. April 2000 |